# 京阿波根実基
京阿波根実基（きょうあはごん じっき、生没年不詳）は、琉球王国の16世紀前半の武術家。手 (沖縄武術)の元祖ともいえる人物で、文献上に記録のある沖縄の素手格闘術の武術家としては最古の人物である。

## 人物
唐名を虞建極（ぐけんきょく）と言い、位階は親雲上であった。阿波根地頭職の任にあったが、後述の逸話に因み「京」を冠し、京阿波根と呼ばれる。それゆえ、正式な呼び方は、虞建極・京阿波根親雲上実基である。正史『球陽』（1743年 - 1745年）に以下の逸話が伝えられている。
嘉靖年間（1522年 - 1566年）、尚真王（在位1477年 - 1526年） の命令で王家の宝剣「治金丸」を研ぎに京へ渡航し、研ぎ師に研がせたが、その研ぎ師は偽物にすり替えて京阿波根に返却した。京阿波根はそれとは知らずに帰国したが、帰国後に偽物であることが発覚し、尚真王は彼に本物を探すように命令した。再び上京した彼は、滞在すること3年にして、ようやく件の研ぎ師を捜し当て、本物の宝剣を取り戻すことができた。尚真王は大いに喜び、褒美に京阿波根に領地を与え、新たな位階を授与した。
しかし、その後京阿波根の名声は高まり、また無私にして剛直な性格が災いして讒言に遭い、ついに首里城で暗殺されてしまった。その時の様子を描いた『球陽』の記述に「建極、手に寸鉄無く、但空手を以て童子の両股を折破し」とあり、京阿波根が、「空手」でもって暗殺者の童子の両股（りょうもも）を折った様子が記されている（琉球での「童子」とは少年というほどの意味であり、20歳あたりまでも含む）。
この「空手」が「からでぃー」、「からて」、「くうしゅ」、「くうて」のいずれの読みであるかは不明である。またこの「空手」が現在の空手（からて）と伝系的につながりがあるのかも不明であるが、佐久川寛賀が19世紀初頭に唐手（とうで）を琉球にもたらす以前の素手格闘術を述べたものとして注目されている。また、安里安恒は「沖縄の武技」(『琉球新報』大正3年1月17日記事）において、京阿波根を知名なる武士として紹介している。
かつて首里城中山門があった向かい、美連嶽の奥に京阿波根塚という御嶽があり、伝承では彼の塚と言われている。
糸満市には、母の胎内にいた頃堕胎しようと鉄を飲んだために全身が鉄となっていたとするものや、刺客を薩摩藩に雇われた散髪屋とする伝承がある。